# Браун, Эрнест (игрок в американский футбол)
Эрнест Браун IV (англ. Earnest Brown IV; 8 января 1999, Обри, Техас) — профессиональный американский футболист, выступающий на позиции ди-энда в клубе НФЛ «Лос-Анджелес Рэмс». На студенческом уровне играл за команду Северо-западного университета. На драфте НФЛ 2021 года был выбран в пятом раунде.

## Биография
Эрнест Браун родился 8 января 1999 года в Обри в штате Техас. Учился в старшей школе имени Билли Райана в Дентоне. Играл в составе её футбольной команды на позиции ди-энда, в 2016 году признавался самым ценным игроком защиты. Был капитаном школьной баскетбольной команды, участвовал в соревнованиях по метанию диска и толканию ядра. В 2017 году принимал участие в матче звёзд школьного футбола. После окончания школы поступил в Северо-западный университет.

### Любительская карьера
В футбольном турнире NCAA Браун дебютировал в 2017 году. Он был игроком ротации, принял участие в одиннадцати матчах. В сезоне 2018 года он провёл четырнадцать игр. В матче с «Небраской Корнхаскерс» занёс первый в карьере тачдаун, подобрав фамбл. Играл в финальном матче турнира конференции Big Ten. В 2019 году из-за травм Браун смог сыграть только в шести матчах.
Перед началом сезона 2020 года издание Athlon Sports включило его в состав сборной звёзд Big Ten. В сокращённом из-за пандемии COVID-19 турнире Браун принял участие в восьми играх. В первом матче сезона он впервые вышел на поле в стартовом составе команды. Второй год подряд его команда вышла в финал конференции, где он сделал пять захватов и сэк. По итогам сезона Браун стал вторым в составе Уайлдкэтс по количеству захватов с потерей ярдов.

#### Статистика выступлений в NCAA
| Сезон | Команда               | Игры | Захваты | Захваты | Захваты | Захваты | Захваты | Перехваты | Перехваты | Перехваты | Перехваты | Перехваты | Фамблы | Фамблы | Фамблы | Фамблы |
| Сезон | Команда               | Игры | Solo    | Ast     | Tot     | Loss    | Sk      | Int       | Yds       | Y/R       | TD        | PD        | FR     | Yds    | TD     | FF     |
| ----- | --------------------- | ---- | ------- | ------- | ------- | ------- | ------- | --------- | --------- | --------- | --------- | --------- | ------ | ------ | ------ | ------ |
| 2017  | Нортвестерн Уайлдкэтс | 11   | 0       | 1       | 1       | 0,0     | 0,0     | 0         | 0         | 0,0       | 0         | 0         | 0      | 0      | 0      | 0      |
| 2018  | Нортвестерн Уайлдкэтс | 14   | 13      | 9       | 22      | 7,5     | 4,0     | 0         | 0         | 0,0       | 0         | 3         | 1      | 10     | 1      | 1      |
| 2019  | Нортвестерн Уайлдкэтс | 6    | 8       | 7       | 15      | 2,5     | 2,0     | 0         | 0         | 0,0       | 0         | 2         | 0      | 0      | 0      | 0      |
| 2020  | Нортвестерн Уайлдкэтс | 8    | 20      | 8       | 28      | 7,5     | 1,0     | 0         | 0         | 0,0       | 0         | 4         | 0      | 0      | 0      | 0      |
| Всего | Всего                 | 39   | 41      | 25      | 66      | 17,5    | 7,0     | 0         | 0         | 0,0       | 0         | 9         | 1      | 10     | 1      | 1      |

### Профессиональная карьера
Перед драфтом НФЛ 2021 года издание Sports Illustrated писало, что Браун может быть интересным пас-рашером, но ему недостаёт скорости и взрывного первого шага, а его действия на поле бывают слишком прямолинейными. Отмечалась и богатая история травм игрока, которая могла повлиять на решения клубов лиги.
На драфте он был выбран клубом «Лос-Анджелес Рэмс» в пятом раунде под общим 174 номером. Браун прошёл с командой предсезонные сборы и был отчислен из состава перед стартом регулярного чемпионата, став единственным новичком «Рэмс» с драфта, не вошедшим в заявку. После этого он был зачислен в тренировочный состав клуба, где провёл весь сезон 2021 года. В феврале 2022 года «Рэмс» подписали с ним фьючерсный контракт. Большую часть регулярного чемпионата Браун также провёл в тренировочном составе, его дебют в НФЛ состоялся в декабре 2022 года.

#### Статистика выступлений в НФЛ

##### Регулярный чемпионат
| Сезон | Команда           | Игры | Захваты | Захваты | Захваты | Захваты | Захваты | Перехваты | Перехваты | Перехваты | Перехваты | Перехваты | Фамблы | Фамблы | Фамблы | Фамблы |
| Сезон | Команда           | Игры | Solo    | Ast     | Tot     | Loss    | Sk      | Int       | Yds       | Y/R       | TD        | PD        | FR     | Yds    | TD     | FF     |
| ----- | ----------------- | ---- | ------- | ------- | ------- | ------- | ------- | --------- | --------- | --------- | --------- | --------- | ------ | ------ | ------ | ------ |
| 2021  | Лос-Анджелес Рэмс | —    | —       | —       | —       | —       | —       | —         | —         | —         | —         | —         | —      | —      | —      | —      |
| 2022  | Лос-Анджелес Рэмс | 5    | 3       | 6       | 9       | 1       | 0,0     | 0         | 0         | 0,0       | 0         | 0         | 0      | 0      | 0      | 0      |
| Всего | Всего             | 5    | 3       | 6       | 9       | 1       | 0,0     | 0         | 0         | 0,0       | 0         | 0         | 0      | 0      | 0      | 0      |